# Guerra russo-turca (1735-1739)
La Guerra russo-turca de 1735-1739 va ser el quart conflicte bèl·lic entre l'Imperi Rus i l'Imperi Otomà. El casus belli de la guerra van ser les incursions dels tàrtars de Crimea (vassalls dels otomans) a l'Hetmanat cosac i les campanyes militars dels kans al Caucas, tot i que el conflicte ja venia gestant-se des d'anys abans, a causa de les diferències entre els dos imperis sobre el destí de la Confederació de Polònia i Lituània i del desig rus de guanyar un accés al mar Negre, monopolitzat fins aleshores pels otomans.

## Antecedents
Pels volts de 1730, tant Rússia com Turquia havien ocupant diverses àrees de l'Imperi Persa; treien així profit de la caòtica situació interna causada per la invasió dels afganesos. No obstant això, la situació va començar a canviar quan l'hàbil general persa Nàdir-Xah Afxar va enderrocar l'ineficaç Tahmasp II i va assumir la regència en nom del seu fill Abbas III, la qual cosa el convertia en líder absolut, en ser Abbas encara un nadó.
Després de derrotar els afganesos, Nadir va dirigir llavors les seves tropes contra l'enemic que considerava més poderós: els otomans de Topal Osman Paşa; després d'alguns entrebancs inicials, va aconseguir derrotar els otomans i reconquerir Armènia i Geòrgia per a Pèrsia. En veure el nou canvi de rumb, Rússia va decidir retirar les seves tropes del país i oferir un tractat d'aliança a Nàdir Xah el 1735, per tal d'afeblir encara més el seu enemic comú, Turquia.
Rússia va aprofitar llavors la desfeta turca per imposar el seu candidat al tron polonès, August III, al qual s'oposava Estanislau I amb el suport de Turquia i França. Paral·lelament, Rússia va mantenir l'aliança amb Àustria subscrita el 1726.

## Desenvolupament
El 1735 els tàrtars van realitzar diverses incursions en la Ucraïna controlada pels russos, alhora que el Khan Qaplan I Giray dirigia les seves tropes cap al Caucas occidental, llavors terra de ningú però ambicionat tant per russos com otomans. Desitjosos d'annexionar-se Crimea i les costes del Mar d'Azov, els russos van declarar la guerra als tàrtars i als seus senyors turcs, encara empantanegats en la guerra contra els perses.
El 20 de maig de 1736 l'Exèrcit Rus del Dnièper (62.000 homes) dirigit pel Mariscal de Camp alemany Burkhard von Münnich va prendre a l'assalt les fortificacions turques a Perekop i el 17 de juny d'aquest any va conquerir Bakhtxisarai. No obstant això, la manca de subministraments, sumada a l'esclat d'una epidèmia va forçar Münnich a retirar cap a Ucraïna. La fortalesa d'Azov va caure el 19 de juny davant l'Exèrcit de l'Don (28.000 homes) del general irlandès Peter Lacy, després de patir un setge per terra i mar recolzat per la flota del vicealmirall Piotr Bredahl.
Un any després, el juliol de 1737, Münnich es va apoderar d'Otxakov, alhora que Lacy dirigia les seves tropes (ara reforçades fins als 40.000 homes) cap a l'interior de Crimea. Allà va derrotar diverses vegades el Kan Qaplan I i va conquerir Karasubazar, però una vegada més els russos van haver de retirar-se cap al nord per falta d'aliments, abandonant darrere el territori conquerit. Mentrestant Àustria va creure veure arribada la seva oportunitat i va declarar la guerra a Turquia, però el seu exèrcit va ser derrotat a la batallla de Banja Luka el 4 d'agost de 1737, la batalla de Grocka el 18, 21 i 22 de juliol de 1739, i finalment perdé Belgrad després d'un setge otomà del juliol a setembre de 1739. Aquests revessos van propiciar que a agost d'aquest any els aliats entaular negociacions amb els turcs a la ciutat de Nemyriv, que no obstant això van fracassar. Al front rus, la resta de 1737 i 1738 va transcórrer llavors sense que es produïssin accions d'importància, però els russos van haver d'evacuar Otxakiv i Kinburn per una epidèmia de pesta, un fet que, en la pràctica, va retornar el front al seu estat inicial.
Münnich va ser capaç d'inclinar la balança a favor de Rússia una vegada més el 1739, en derrotar els turcs a la batalla de Stavutxany i ocupar les fortaleses de Khotin i Iași, a Moldàvia. No obstant això, Àustria va ser derrotada de nou i es va veure forçada a signar la pau amb els otomans el 21 d'agost. La sortida d'Àustria de la guerra i la possibilitat que Suècia entrés en la guerra a favor de Turquia va portar a Rússia a demanar la pau, que es va signar a la vila de Niš (actual Sèrbia) el 3 d'octubre.

## Tractats de Pau

### Belgrad
El Tractat de Belgrad sancionar la pau entre Àustria i Turquia el 18 de setembre de 1739. Àustria, clara derrotada en el conflicte, es va veure obligada a retornar els territoris guanyats a la Pau de Passarowitz de 1718: Nord de Sèrbia (inclosa la capital, Belgrad) i Oltènia, que va ser restaurada a Valàquia (vassall otomà). El tractat també va fixar la frontera entre ambdós imperis en els rius Sava i Danubi. Com a contrapartida, els Habsburg van rebre el paper de teòrics protectors de la comunitat cristiana en l'Imperi Otomà ( Millet ), cosa que no va agradar gens a la seva aliada Rússia, ja que també ambicionava aquest títol.

### Niš
El Tractat de Niš es va signar el 3 d'octubre, i acordava la pau entre Rússia i Turquia. Aquesta última reconeixia el dret de Rússia a construir un port a Azov, però no li permetia de construir fortificacions ni estacionar naus de guerra al mar Negre; a més, Rússia va haver de renunciar als altres territoris conquerits i a qualsevol reclamació sobre Crimea. Així doncs, els guanys finals de Rússia van ser, per tant, molt limitats.

## Conseqüències
Després del seu estancament militar amb l'Imperi Rus i la victòria sobre el Sacre Imperi Romanogermànic i la signatura del Tractat de Belgrad, l'imperi gaudí d'una generació de pau mentre Àustria i Rússia lluitaven contra l'ascens de Prússia a l'Europa de l'Est, i durant la guerra dels Set Anys es va mantenir neutral.